# Norther
A Norther egy 2000-től 2012-ig létezett finn dallamos death metal zenekar Espooból. Requiem néven alakult 1996-ban, akkor még death metal zenekarként, alapítói Petri Lindroos, Roni Korpas, és Toni Hallio. 2000-ben egy rövid ideig Decayed, végül Norther néven kezdtek tevékenykedni. A Norther éléről került Petri Lindroos az Ensiferumba 2004-ben, Jari Mäenpää helyére.

## Tagok

### Utolsó felállás
- Jukka Koskinen – basszusgitár, háttérének (2000–2012)
- Kristian Ranta – gitár (2000-2012), tiszta ének (2005-2012)
- Tuomas Planman – billentyűs hangszerek (2000-2012)
- Heikki Saari – dobok (2005-2012)
- Aleksi Sihvonen – ének (2009-2012)
- Daniel Freyberg – gitár (2010-2012)

### Korábbi tagok
- Sebastian Ekroos – basszusgitár (2000)
- Toni Hallio – dobok (2000-2005)
- Joakim Ekroos – szintetizátor (2000)
- Petri Lindroos – ének/gitár (2000-2009)

## Diszkográfia

### Nagylemezek
- Dreams of Endless War (2002)
- Mirror of Madness (2003)
- Death Unlimited (2004)
- Till Death Unites Us (2006)
- N (2008)
- Circle Regenerated (2011)